# علم النفس الكندي (مجلة)
مجلة علم النفس الكندي (بالفرنسية: Psychologie canadienne)‏ هي مجلة أكاديمية فصلية مُحكمة تنشرها جمعية علم النفس الأمريكية نيابة عن جمعية علم النفس الكندية [الإنجليزية] . تأسست المجلة في عام 1950 وتنشر "مقالات في مجالات النظرية والبحث والممارسة التي يُرى أنها ذات أهمية لقطاع عريض من علماء النفس". ورئيس تحريرها هو دون ساكلوفسكي (جامعة ويسترن أونتاريو).

## المستخلصات والفهرسة
المجلة مُلخصة ومُفهرسة في مؤشر الاستشهادات في العلوم الاجتماعية [الإنجليزية]. وفقًا لتقارير الاستشهاد بالمجلات الأكاديمية، فإن عامل التأثير للمجلة 2021 يبلغ 2.621. 